# Friedrich Wilhelm von Haugwitz
Le Comte Frédéric Guillaume de Haugwitz (en allemand : Friedrich Wilhelm Graf von Haugwitz, en tchèque : Bedřich Vilém Haugwitz), né le 11 décembre 1702 à Brauchitschdorf en Silésie et mort le 30 août 1765 à Knönitz (auj. Kninice) en Moravie était un homme politique de la monarchie de Habsbourg. Il fut le chancelier suprême et le directeur du Directorium in publicis et cameralibus sous le règne de l'impératrice Marie-Thérèse d'Autriche. Haugwitz fut l'un des conseillers principaux de Marie-Thérèse dans ses réformes économiques. Il tenta aussi de centraliser le gouvernement des terres héréditaires autrichiennes et bohémiennes des Habsbourg.

## Biographie
Issu d'une famille noble protestante originaire de la Saxe, Haugwitz s'est converti au catholicisme déjà à un jeune âge. En 1725 il est entré au service auprès de l'administration provinciale silésienne à Breslau, dont il a été obligé de démissionner après la conquête prussienne au cours de la première guerre de Silésie en 1742. Il se rendit à la Silésie autrichienne, conservée par les Habsbourg à l'issue de la guerre, où il continua ses travaux administratifs. 
Haugwitz, en bon élève du caméraliste autrichien Wilhelm von Schröder, était hostile à la puissance des États riches. Il était aussi admirateur des réformes introduites en Silésie par la nouvelle administration prussienne. Il tenta de changer les institutions très compartimentées dans les domaines de l'éducation et de l'économie. Il institue la séparation entre le domaine judiciaire et les domaines politiques et fiscaux en créant une nouvelle Haute Cour (Oberste Justizstelle). Haugwitz a proposé à l'archiduchesse Marie-Thérèse diverses mesures d'amélioration des procédures et il a conclu des arrangements avec les nobles locaux.
En 1747, Haugwitz est chargé d'éliminer la mauvaise administration dans les duchés de Carinthie et de Carniole. Démontrant ses capacités de résolution de problème, il est devenu président du Directorium in publicis et cameralibus,  établi en tant qu'agence centrale de supervision des terres de la monarchie sous la direction de Haugwitz. Ce nouvel organisme fit des recommandations en vue d’améliorations économiques. En 1749, le gouvernement créa les Representationen und Cammern, bureaux locaux de la direction du Directorium chargés de contrôler la perception des impôts.
Dans sa fonction, Haugwitz gouverna sur les territoires héréditaires de la monarchie habsbourgeoise. Après 1760, il s'impliqua aussi dans les affaires du royaume de Bohême. Sous sa conduite, le Directorium devint un organe central décisionnaire dans les domaines tels que les droits de douane, la sécurité publique, l'éducation, les affaires religieuses, les mines et le commerce. Dans le testament de Marie-Thérèse, il est clair que Haugwitz était un des conseillers les plus estimés. « il me fut vraiment envoyé par la providence, pour briser les oppositions, j’avais besoin d'un tel homme, honnête, sans arrière-pensées ni esprit de favoritisme, sans ambitions ni parti, qui soutenait ce qui était bien parce que c'était bien ».
Haugwitz prit d'autres importantes initiatives pour introduire l'économie moderne dans l'enseignement supérieur. Marie-Thérèse créa le Theresenium afin de préparer les jeunes nobles au service de l'État. Avec cette institution, Haugwitz prévoyait de mener la modernisation économique. Pour activer cette modernisation et établir Vienne au cœur de la vie économique, il attira Johann Heinrich Gottlob Justi à Vienne, premier à enseigner l'allemand comme langue d'administration. Mais cet homme, ancien soldat en Prusse et protestant, ne fut pas bien accepté à Vienne. La société n'était pas prête pour ces changements du fait de l'influence des jésuites et des disparités régionales entre les royaumes habsbourgeois.

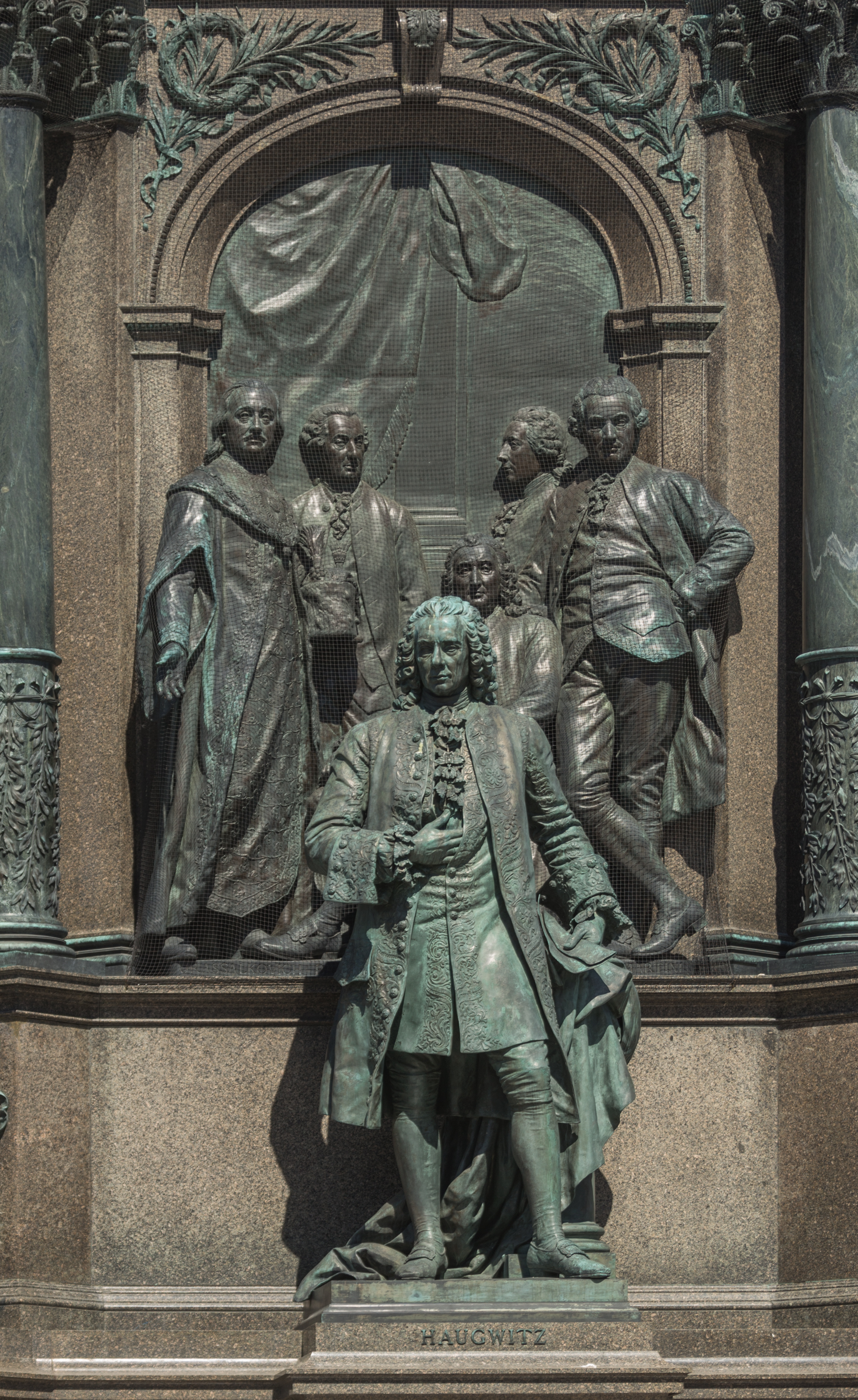
Statue de Haugwitz à Vienne.

Grâce à cette centralisation, Haugwitz alimenta le futur empereur Joseph II d'une quantité sans précédent de données économiques sur ses États. Durant son éducation, Joseph II reçut une vue d'ensemble de la constitution économique de ses États. Un tel état des lieux était sans précédent, car vu par la tradition comme une intrusion dans les prérogatives des États.
Les réformes militaires confortèrent les initiatives économiques de Haugwitz. Par sa conviction du besoin d'une suprématie immédiate du souverain sur l'armée, et à la maintenance d'un corps de troupe opérationnel même en temps de paix, Haugwitz contribua à la fondation et au développement d'une armée permanente. Il recommanda une armée permanente de 108 000 hommes entretenue par une contribution des États de 14 millions de gulden. Pour éviter les atermoiements et contestations financières des États, Haugwitz institua le principe du vote des contributions pour 10 ans.
En dépit de la profondeur et de l'étendue des réformes de Haugwitz, leur efficacité ne fut pas aussi grande que souhaitée. Le passage d'un État féodal vers le despotisme éclairé fut incomplet. La centralisation de la justice fut contrecarrée par les très fortes traditions d'autonomie locale. De plus, ces réformes ne s'appliquaient pas à la Hongrie, la Transylvanie, les Pays-Bas ni à la Lombardie.
Le début de la guerre de Sept Ans contrecarra le développement de nombreuses réformes. Finalement le Directorium cher à Haugwitz fut désaisi de ses fonctions militaires et financières et renommé Chancellerie de Bohême et Autriche. La majorité des pouvoirs fut concentrée dans le Conseil d’État dirigé par Wenzel Anton Comte Kaunitz, un ennemi de Haugwitz.
À noter qu'au début de sa carrière, Joseph Haydn fut employé par Haugwitz, jouant de l'orgue à la chapelle de la Chancellerie de Bohême sur la JudenPlatz